# Silvère Ganvoula
Silvère Ganvoula M’Boussy (* 22. Juni 1996 in Brazzaville, Republik Kongo) ist ein kongolesischer Fußballspieler.

## Karriere

### Vereine
Ganvoula begann seine Profikarriere 2013 bei Patronage Sainte-Anne. Ein Jahr später verpflichtete ihn dann der marokkanische Verein Raja Casablanca. 
Zur Saison 2015/16 wechselte Ganvoula in die zweitklassige türkische TFF 1. Lig zu Elazığspor und eine Saison später zum belgischen Klub KVC Westerlo. Anfang 2017 wurde der Stürmer vom RSC Anderlecht unter Vertrag genommen, verblieb aber leihweise bis Saisonende in Westerlo und stieg mit dem Verein in die 2. Division ab. Ohne Rückkehr nach Anderlecht folgte eine weitere Leihe, diesmal zum Ligakonkurrenten KV Mechelen, welche aber bereits in der Winterpause vorzeitig beendet wurde. Für den RSC bestritt er in der Folge 16 Ligaeinsätze und qualifizierte sich mit ihm am Saisonende für die Gruppenphase der Europa League. 
Im Juli 2018 wurde der Kongolese an den deutschen Zweitligisten VfL Bochum verliehen, für den er in seiner ersten Saison 21-mal in der Liga auflief (fünf Treffer) sowie einmal im DFB-Pokal. Zur Saison 2019/20 erwarb der VfL Bochum per Kaufoption schließlich die Transferrechte an Ganvoula, der einen neuen Vertrag mit einer Laufzeit bis zum 30. Juni 2023 unterschrieb.
Ende Januar 2022 kehrte der Stürmer nach Belgien zurück und wechselte bis zum Ende der Saison 2021/22 auf Leihbasis zum Erstligisten Cercle Brügge. Dort bestritt er fünf von elf möglichen Ligaspielen. In der Saison 2022/23 gehörte Ganvoula wieder zum Kader des VfL Bochum.
Im Juni 2023 unterschrieb er ablösefrei einen Vertrag beim Schweizer Erstligisten BSC Young Boys. In eineinhalb Jahren in der Schweiz absolvierte Ganvoula wettbewerbsübergreifend 78 Pflichtspiele und erzielte dabei 13 Tore. Außerdem gewann er mit den Young Boys in der Spielzeit 2023/24 die Meisterschaft.
Anfang Februar 2025 wechselte Ganvoula in die italienische Serie A zur AC Monza.

### Nationalmannschaft
Am 17. Mai 2014 debütierte Ganvoula bei der 0:1-Niederlage gegen Namibia für die Nationalmannschaft der Republik Kongo. Sein erstes Tor erzielte er am 1. Juni 2014 beim 3:0-Sieg gegen denselben Gegner.

## Erfolge
- Deutscher Zweitligameister und Aufstieg in die Bundesliga: 2020/21 (VfL Bochum)
- Schweizer Meister: 2023/24 (BSC Young Boys)